# روبن پیاجیو
روبن پیاجیو (انگلیسی: Rubén Piaggio؛ زادهٔ ۲ آوریل ۱۹۷۰) بازیکن فوتبال اهل آرژانتین است.
از باشگاه‌هایی که در آن بازی کرده‌است می‌توان به باشگاه فوتبال تیگرس اونال، باشگاه ورزشی اینترناسیونال، باشگاه فوتبال گرانادا، باشگاه فوتبال یونیکوس، باشگاه ورزشی ماریتیمو، باشگاه فوتبال جیمناسیا لاپلاتا، و باشگاه فوتبال اتلتیکو هوراکان اشاره کرد.